# Manol
El Manol és un riu de l'Alt Empordà, afluent de la Muga pel costat dret. El seu nom nom podria derivar d'amnis (riu), amnolus (riuet) o manare (rajar).
Neix prop de Lliurona a la Tossa d'Espinau, a 1.089 metres d'altitud, i acaba al passadís de Vilanova de la Muga.
És un riu de cabal irregular, com correspon a un riu mediterrani, amb secades a l'estiu i crescudes en època de pluja.
Pel que fa a la diversitat biològica, cal dir que és un riu ple de vida: el poblen les típiques espècies de riu català, barbs i truites, crancs de riu (actualment dominat pel cranc de riu americà, l'autòcton ha gairebé desaparegut), anguiles, serps d'aigua, salamandres, gripaus, granotes…
Les ribes estan plenes de la vegetació de ribera: verns, pollancres…

## Rieres que hi desemboquen
- riera d'Àlguema[1]
- rec de Cistella[2]
- rec de les Costes[3]
- el Rissec[4]
- riera de Fregabou[5]
- riera de Vilargilar[6]
- torrent de Joncanat[7]
- riera de Montalat[8]
- riera de Galligans

## Municipis que travessa
- Albanyà
- Cabanelles
- Lladó
- Navata
- Vilanant
- Avinyonet de Puigventós
- Vilafant
- Santa Llogaia d'Àlguema
- Figueres
- Cistella
- El Far
- Vila-sacra
- Peralada